# Jerzy Szymik
Jerzy Szymik (ur. 3 kwietnia 1953 w Pszowie) – kapłan archidiecezji katowickiej, teolog i poeta; profesor nauk teologicznych, wykłada teologię dogmatyczną.

## Życiorys
W 1979 obronił pracę magisterską i przyjął z rąk bpa Herberta Bednorza w Katedrze pw. Chrystusa Króla w Katowicach święcenia kapłańskie.
Pracował najpierw jako wikariusz parafii Św. Ducha w Siemianowicach Śl. Bytkowie (1979–1982), następnie od 15 maja 1982 do 30 września 1986 jako wikariusz parafii pw. Wniebowzięcia NMP w Chorzowie-Batorym.
W latach 1986–2008 związany z Katolickim Uniwersytetem Lubelskim, gdzie był m.in. kierownikiem Katedry Chrystologii (1997–2005). Od 2005 pracownik Zakładu Teologii Dogmatycznej Wydziału Teologicznego Uniwersytetu Śląskiego, od 2007 jako profesor zwyczajny. Od 2004 do 2014 członek watykańskiej Międzynarodowej Komisji Teologicznej.
Autor przeszło 50 książek naukowych, poetyckich, eseistycznych (ostatnio m.in. Czułość, siła i drżenie, Katowice 2009; Teologia na usługach wiary, bliższa życiu… w 30 lat później, Lublin 2011; Chodzi o Boga, Katowice 2012; Theologia benedicta, t. 1–3, Katowice 2010–2015). Promotor 20 doktoratów, 173 magisteriów. Członek kilku grup i towarzystw naukowych (m.in. Towarzystwa Teologów Dogmatyków); laureat wielu nagród i wyróżnień (m.in. Nagrody im. Wojciecha Korfantego nadanej przez Związek Górnośląski w 2005 oraz Złotego Feniksa), autor ok. 300 artykułów, 7 haseł encyklopedycznych i słownikowych, 10 podręczników i skryptów, 368 recenzji, opinii, promocji prac dydaktycznych (licencjackich, magisterskich, doktorskich) oraz 1120 innych publikacji.
Specjalizuje się w chrystologii, metodologii teologii, teologii kultury, teologii J. Ratzingera/Benedykta XVI. Mieszka w Katowicach i Pszowie.
Odznaczony Srebrnym Medalem „Zasłużony Kulturze Gloria Artis” 23 listopada 2006 roku, Odznaką honorową „Zasłużony dla Kultury Polskiej” 8 lutego 2007 roku, Złotym Medalem „Za Zasługi dla Pożarnictwa” nadanym przez Związek Ochotniczych Straży Pożarnych RP 15 września 2012.
W 2005 roku uhonorowany Nagrodą „Ślad” im. bp. Jana Chrapka.
Metropolita katowicki przyznał mu w 2023 roku nagrodę Lux ex Silesia.
W 2023 został Laureatem Nagrody Specjalnej TOTUS TUUS z rok 2023 za budzącą zachwyt służbę prawdzie o Bogu i człowieku, za urzekające piękno i moc słowa wierzącego Poety, który przekonuje współczesną kulturę, iż „najpiękniejsze, co mogło przydarzyć się tej ziemi, to chrześcijaństwo”.  

## Publikacje

### Poezja
- 1988 Uczę się chodzić (wyd. hiszpańskie Estoy aprendiendo a andar, Madryt 1988)
- 1989 Gwiazdy w filiżance
- 1991 Zupełnie inaczej
- 1992 Wstęp wolny
- 1994 Ziemia niebieska
- 1997 Dotyk źrenicy
- 2000 Śmiech i płacz
- 2003 Błękit
- 1997 102 wiersze – wybór poezji
- 2001 Z każdą sekundą jestem bliżej Domu – wybór poezji
- 2005 Największa jest. 50 wierszy o miłości – wybór poezji
- 2006 33 wiersze rodzinne – wybór poezji
- 2006 33 wiersze przeciwko nicości – wybór poezji
- 2006 Cierpliwość Boga. 66 wierszy z lat 2003–2006 – wybór poezji
- 2014 Hilasterion: wiersze z lat 2009–2014[7]
- 2020 Ogród[8]

### Naukowa i eseje literackie
- 1994 W poszukiwaniu teologicznej głębi literatury. Literatura piękna jako locus theologicus
- 1996 Problem teologicznego wymiaru dzieła literackiego Czesława Miłosza. Teologia literatury
- 1998 Kocham teologię! Dlaczego? Wybór publicystyki
- 1999 Zapachy, obrazy, dźwięki – Wybór esejów i rozmów
- 1999 Teologia w krainie pepsi-coli. Od teologii-nauki do teologii-mądrości
- 1999 Być dla czyli myśleć sercem. Z księdzem biskupem Alfonsem Nossolem rozmawia ksiądz Jerzy Szymik
- 2000 O cudzie Wcielenia czyli o tym, że Bogu i człowiekowi cudownie jest być razem
- 2001 Eseje o nadziei
- 2001 Między ziemią a niebem – notatki i wiersze z podróży
- 2001 Teologia na początek wieku
- 2002 Ciągle tonę i chwytam Jezusa. Z abp Damianem Zimoniem rozmawiają Alina Petrowa-Wasilewicz i ks. Jerzy Szymik
- 2002 Akropol z hołdy czyli teologia Śląska
- 2003 Wszystko zjednoczyć w Chrystusie. Teologia, poezja, życie
- 2004 Dziennik Pszowski. 44 kartki o ludziach, miejscach, Śląsku i tęsknocie
- 2004 Na początku było Słowo. 60 homilii, kazań, konferencji, notatek na ambonę
- 2004 W Światłach Wcielenia. Chrystologia kultury
- 2005 Bóg w naszych czasach. Ks. Jerzy Szymik i 40 jego Studentów oraz Abp Józef Życiński
- 2005 Cień rzeczy duchowych i o nich rozmowy
- 2006 O teologii dzisiaj
- 2006 Wędrówki, rekolekcje, blask
- 2007 Słowo po stronie życia. 366 myśli pozytywnych
- 2007 Joseph von Eichendorff – Dwanaście wierszy w przekładzie ks. Jerzego Szymika
- 2008 Teologia. Rozmowa o Bogu i człowieku
- 2008 Wartości Śląska. Miłość
- 2008 Joseph Ratzinger filozof, teolog, duszpasterz
- 2022 Prawda i wolność a kontestacja teistycznej wizji świata i człowieka według Josepha Ratzingera – Benedykta XVI[9]
- 2022 Moc ze Słowa: felietony[10]
- 2022 Światło z teologii: szkice[11]
- 2022 Życie z Ewangelii: komentarze[12]
- 2023 Prymat Boga w czasach zarazy[13]

## Publikacje o ks. Szymiku
- Spotkać się w słowach... o twórczości literackiej ks. Jerzego Szymika, P. Skowronek, przedmowa Krystyna Heska-Kwaśniewicz (Kraków 2008)
- Ars, fides et ratio. Esej teologiczny? (Tischner – Pasierb – Szymik), A. Pethe (Siedlce 2012)